# Listă cu cele mai bune romane din SUA în anii 2010

## 2010[1]
1. The Girl Who Kicked the Hornet's Nest de Stieg Larsson
2. The Confession de John Grisham
3. The Help de Kathryn Stockett
4. Safe Haven de Nicholas Sparks
5. Dead or Alive de Tom Clancy
6. Sizzling Sixteen de Janet Evanovich
7. Cross Fire de James Patterson
8. Freedom de Jonathan Franzen
9. Port Mortuary de Patricia Cornwell
10. Full Dark, No Stars de Stephen King

## 2011[2]
1. The Litigators de John Grisham
2. 11/22/63 de Stephen King
3. The Best of Me de Nicholas Sparks
4. Smokin’ Seventeen de Janet Evanovich
5. A Dance with Dragons de George R.R. Martin
6. Explosive Eighteen de Janet Evanovich
7. Kill Alex Cross de James Patterson
8. Micro de Michael Crichton
9. Dead Reckoning de Charlaine Harris
10. Locked On de Tom Clancy și Mark Greaney

## 2012[3]
1. Fifty Shades of Grey de E.L. James
2. The Hunger Games de Suzanne Collins
3. Fifty Shades Darker de E.L. James
4. Fifty Shades Freed de E.L. James
5. Catching Fire de Suzanne Collins
6. Mockingjay de Suzanne Collins
7. Diary of a Wimpy Kid: The Third Wheel de Jeff Kinney
8. Fifty Shades Trilogy Box Set de E.L. James
9. The Mark of Athena de Rick Riordan
10. Gone Girl de Gillian Flynn